# Artona flavigula
Artona flavigula es una especie de polilla del género Artona, familia Zygaenidae.
Fue descrita científicamente por Hampson en 1896.